# Fabiana Claudino
Fabiana Claudino (Belo Horizonte, 1985. január 24. –) brazil röplabdázó és strandröplabdázó, a 2008-as és a 2012-es olimpián aranyérmes női röplabda válogatott csapatkapitánya.

## Élete
2016 májusában elsőkét futotta le a 200 méteres távot a Genfből Rióba érkező 2016-os olimpiai lánggal, melyet az államelnöktől, Dilma Roussefftől vett át.

## Klubjai
- MRV/Minas (2002–2004)
- Rexona (2004–2005)
- Rexona/Ades (2005–2009)
- Unilever (2009–2011)
- Fenerbahçe (2011–2012)
- SESI-SP (2012–2015)